# Wurmbach (Abersfelder Mühlbach)
Der Wurmbach ist ein knapp zwei Kilometer langer, linker und südöstlicher Zufluss des Abersfelder Mühlbaches im unterfränkischen Landkreis Schweinfurt.

## Geographie

### Verlauf
Der Wurmbach entspringt im Hesselbacher Waldland, das auch Schweinfurter Rhön genannt wird, auf einer Höhe von 354 m ü. NHN in der Gemarkung Buch der Gemeinde Theres am bewaldeten Nordwesthang des Eichenbühls (379 m ü. NHN).
Er fließt zunächst knapp 200 m in nordwestlicher Richtung durch den Wald und passiert dann die Grenze vom Landkreis Haßberge nach dem
Landkreis Schweinfurt auf das Gebiet der Gemarkung Abersfeld der Gemeinde Schonungen. Er läuft als stark begradigter und nur intermittierend Wasser führender Feldgraben nordwärts durch die Flur Am Hahnwasen am Waldesrand entlang. Ein Arm zweigt dann rechtwinklig nach Westen ab, während der andere Ast noch gut 150 m nordwärts zieht, um dann ebenfalls scharf nach links abzuknicken. Die beiden Zweige laufen nun parallel durch die offene Flur nach Westen, unterqueren dann die Kreisstraße SW 4 und vereinigen sich kurz darauf wieder. Sie führen nun ganzjährig Wasser. Nach weiteren gut 150 m wechselt der nun wiedervereinigte Bach nach Nordwesten und wird dann auf seiner rechten Seite von einem kleinen nur zeitweilig Wasser führenden Feldgraben gespeist. Etwas später fließt ihm auf der anderen Seite der vom Süden kommdende Tillengrubenbach zu.
Der Wurmbach kreuzt nun die Bundesstraße 303 und dann die Waldsachsener Straße und wird danach auf seiner linken Seite von dem aus dem Südwesten heranziehenden Brühlbach gestärkt. 
Der Wurmbach mündet schließlich etwa 250 m später auf einer Höhe von 305 m ü. NHN am Südrandes des Dorfes Abersfeld von links in den aus Ostnordosten kommenden Abersfelder Mühlbach.

### Zuflüsse
- Tillengrubenbach (rechts), 1,2 km
- Brühlbach (links), 1,7 km